# La Manchica
La Manchica (llamada oficialmente Nosa Señora de Lourdes da Manchica) es una parroquia y una aldea del municipio español de La Merca, en la provincia de Orense, Galicia.

## Toponimia
La parroquia también es conocida por el nombre de Nuestra Señora de Lourdes de La Manchica.

## Organización territorial
La parroquia está formada por seis entidades de población, constando dos de ellas en el nomenclátor del Instituto Nacional de Estadística español:
- Bouzas
- Fondo de Vila
- A Manchica
- Nogueira
- As Pías
- Solveira

## Demografía

### Parroquia
| Gráfica de evolución demográfica de La Manchica (parroquia) entre 2000 y 2022 |
|                                                                               |
| Datos según el nomenclátor publicado por el INE.                              |

### Aldea
| Gráfica de evolución demográfica de A Manchica (aldea) entre 2000 y 2022 |
|                                                                          |
| Datos según el nomenclátor publicado por el INE.                         |